# Wakasa Sinus
Il Wakasa Sinus è una struttura geologica della superficie di Titano.